# Gunnera venezolana
Gunnera venezolana är en gunneraväxtart. Gunnera venezolana ingår i släktet gunneror, och familjen gunneraväxter.

## Underarter
Arten delas in i följande underarter:
- G. v. tachirensis
- G. v. venezolana